# 50 kilomètres marche aux Jeux olympiques d'été de 1972
Navigation
Mexico 1968 Moscou 1980
L'épreuve du 50 kilomètres marche masculin aux Jeux olympiques de 1972 s'est déroulée le 3 septembre 1972 dans les rues de Munich, en République fédérale d'Allemagne, avec une arrivée située au Stade olympique. Elle est remportée par l'Allemand de l'Ouest Bernd Kannenberg.

## Résultats
| Rang               | Athlète                | Pays                 | Temps             |
| ------------------ | ---------------------- | -------------------- | ----------------- |
| Médaille d'or      | Bernd Kannenberg       | Allemagne de l'Ouest | 3 h 56 min 11 s 6 |
| Médaille d'argent  | Veniamin Soldatenko    | Union soviétique     | 3 h 58 min 24 s 0 |
| Médaille de bronze | Larry Young            | États-Unis           | 4 h 00 min 46 s 0 |
| 4                  | Otto Barch             | Union soviétique     | 4 h 01 min 35 s 4 |
| 5                  | Peter Selzer           | Allemagne de l'Est   | 4 h 04 min 05 s 4 |
| 6                  | Gerhard Weidner        | Allemagne de l'Ouest | 4 h 06 min 26 s 0 |
| 7                  | Vittorio Visini        | Italie               | 4 h 08 min 31 s 4 |
| 8                  | Gabriel Hernández      | Mexique              | 4 h 12 min 09 s 0 |
| 9                  | Paul Nihill            | Royaume-Uni          | 4 h 14 min 09 s 4 |
| 10                 | Charles Sowa           | Luxembourg           | 4 h 14 min 21 s 2 |
| 11                 | Karl-Heinz Stadtmüller | Allemagne de l'Est   | 4 h 14 min 28 s 8 |
| 12                 | Hans Tenggren          | Suède                | 4 h 16 min 37 s 6 |
| 13                 | Daniel Björkgren       | Suède                | 4 h 20 min 00 s 0 |
| 14                 | Christoph Höhne        | Allemagne de l'Est   | 4 h 20 min 43 s 8 |
| 15                 | Stefan Ingvarsson      | Suède                | 4 h 21 min 01 s 0 |
| 16                 | Horst-Rüdiger Magnor   | Allemagne de l'Ouest | 4 h 21 min 53 s 4 |
| 17                 | William Weigle         | États-Unis           | 4 h 22 min 52 s 2 |
| 18                 | John Warhurst          | Royaume-Uni          | 4 h 23 min 21 s 6 |
| 19                 | Shaul Ladany           | Israël               | 4 h 24 min 38 s 6 |
| 20                 | Raúl González          | Mexique              | 4 h 26 min 13 s 4 |
| 21                 | Alex Oakley            | Canada               | 4 h 28 min 42 s 6 |
| 22                 | János Dalmati          | Hongrie              | 4 h 32 min 23 s 2 |
| 23                 | Domenico Carpentieri   | Italie               | 4 h 33 min 10 s 6 |
| 24                 | Kjell Georg Lund       | Norvège              | 4 h 34 min 23 s 4 |
| 25                 | Howard Timms           | Royaume-Uni          | 4 h 34 min 43 s 8 |
| 26                 | Antal Kiss             | Hongrie              | 4 h 34 min 45 s 0 |
| 27                 | Steve Hayden           | États-Unis           | 4 h 36 min 07 s 2 |
| 28                 | Adalberto Scorza       | Argentine            | 4 h 42 min 41 s 4 |
| 29                 | Ole David Jensen       | Danemark             | 4 h 57 min 13 s 8 |
| -                  | Abdon Pamich           | Italie               | DQ                |
| -                  | Sergey Grigoryev       | Union soviétique     | DQ                |
| -                  | Alfred Badel           | Suisse               | DNF               |
| -                  | Jan Ornoch             | Pologne              | DNF               |
| -                  | Jean-Claude Decosse    | France               | DNF               |
| -                  | José Oliveros          | Mexique              | DNF               |
| -                  | Karl-Heinz Merschenz   | Canada               | DNF               |
| -                  | Ion Benga              | Roumanie             | DNS               |
| -                  | Andrzej Siennicki      | Pologne              | DNS               |
| -                  | Winicjusz Nowosielski  | Pologne              | DNS               |
| -                  | Vasile Dumitrescu      | Roumanie             | DNS               |
| -                  | Yuri Penalba           | Nicaragua            | DNS               |
| -                  | Ilia Popov             | Bulgarie             | DNS               |

## Légende
Records et Performances
- AR : Record continental (area record)
- CR : Record des championnats (championship record)
- MR : Record du meeting (meet record)
- NR : Record national (national record)
- OR : Record olympique (olympic record)
- PR : Record paralympique (paralympic record)
- PB : Record personnel (personal best)
- SB : Meilleure performance personnelle de la saison (season's best)
- WL : Meilleure performance mondiale de l'année (world leader)
- WJR : Record du monde junior (world junior record)
- WR : Record du monde (world record)

Circonstances et Conditions
- DNF : N'a pas terminé (did not finish)
- DNS : N'a pas pris le départ (did not start)
- DQ : Disqualification (disqualification)
- NM : Aucun essai valable enregistré (No Mark)
- Q : Qualifié « directement » au prochain tour (ou à la prochaine compétition), lors d'une compétition majeure, grâce au classement ou à la réalisation des minima (automatic qualifier)
- q : Qualifié au prochain tour (ou à la prochaine compétition), lors d'une compétition majeure, grâce au repêchage ou à la réalisation de l'une des meilleures performances parmi celles des « non qualifiés directement » (grâce au meilleur temps ou à la meilleure distance par exemple) (secondary qualifier)